# Avenul din Șesuri
Avenul  din Șesuri mai poartă denumirea «Peștera 1 Mai», ziua când a început prima explorare în anul 1950. Face parte dintr-un sistem carsitc complex care mai cuprinde Ghețarul Scărisoara, Pojarul Poliței, Izbucul Poliței

## Localizare
Gura avenului se află la 500 m de intrarea în Peștera Scărișoara într-una din dolinele cu care se termină depresiunea de la Ocoale spre sud. Deoarece locul este greu de găsit se recomandă consultarea localnicilor sau localizând copordonatele 46°29′38″N 22°48′35″E / 46.49389°N 22.80972°E

## Istoric
1950-1955 M.Șerban și D.Coman împreună cu o echipă de alpiniști clujeni explorează puțurile de acces, Sala Mare, Galeria cu Ploaie și Galeria cu Planșee. Aval exploreaza          galeria Sifonului pană la -168 m.
1971-1972 O echipă a Institutul de Speologie din Cluj și o echipă cehă reușesc să treacă treapta antitectică de sub săritoarea de 30 de m și explorează zona mediană și galeria Râului Regăsit pană la sifonul final.
1981      Liviu Valenaș cu Clubul Z Oradea descoperă continuarea Galeriei cu Ploaie pe o distantă de 345 m.
1985      Viorel Ludusan cu Clubul Polaris Blaj descoperă o nouă galerie în apropierea Sălii Confluențelor,  Galeria Șerban lungă de 250 m.

## Descriere
Este o rețea subterană complexă săpată în calcare mediotriasice, ce însumează 3865 m lungime de galeri și puțuri  realizând o diferență de nivel de 219 m.
Gura avenului, situată la 1166 m altitudine, are o formă ovală de 6/3 m. Chiar de la gură începe succesiunea de puțuri, coarda de coborâre se leagă de bradul cel mai apropiat. Prima săritoare de 10 m e colmatată parțial cu trunchiuri de copaci care încurcă la coborâre dar ajuta la urcare. La baza primului puț se află o sală în pantă. Coarda se leagă de un buștean prins între pereți. Verticala are o mică terasă la 3 m apoi mai cade 8 m într-o sală plină cu bolovani, Sala Doru. La întoarcere, un bun cățărător poate evita această vericală cățărând peretele din stănga și traversând apoi panâ la treapta intermediară. 
Din Sala Doru coarda se prinde de un piton plantat în stancă și se coboră 10 m. în sala următoare. Deja apare un firicel de apă care uda speologul în timpul coborării. Imediat urmează vericala de 11 m unde coarda se amarează tot de piton ca și pe următoarea de 8 m. După ultima săritoare urmează Gaura de Soarece 1, la cota -70 m de la gura avenului. Aceasta este o galerie de sub 1 m diametru pe care tirașul prin apă este barat de, culmea ironiei, o poartă metalică, Poarta Egoiștilor montată de speologii de la Sfinx din Gârda de Sus.
După poartă se ajunge pe buza unei săritori de 14 m care este de fapt în tavanul unei galeri. Se aterizeaza într-o alta descendentă. În amonte Galeria Roșie colmatată cu argilă se închide după câteva sute de metri. În aval se coboară pe galeria spiralată care se transformă în Gaura de Soarece 2, foarte murdară și umedă. Se poate evita pe o săritoare care te duce direct în Sala Confluientelor. Din stânga vine, Galeria cu Planșee, apoi cu alta din dreapta, Galeria cu Ploaie. De aici se ajunge în Sala Mare.
Galeria cu Planșee, lungă de circa 360 m, este ascendentă, cu multe aluviuni și dărâmături pe care s-au format planșee calcitice. Pe galerie vine un fir de apă ce stagnează într-un mic lac chiar sub fereastra de după Gaura de Șoarece 2.
Galeria cu Ploaie, care se îndreaptă spre nord, este activă, cu un pârâu ce curge spre Sala Confluențelor. E înaltă și sinuoasă, mai mult cu caracter subfosil și se ramifică în Galeria Șerban dintr-un pliu pe stânga, apoi Galeria cu Aluviuni tot pe stânga cum avansam și Galeria Întortocheată în dreapta. Ambele galerii sunt active, ascendente și au caracteristic faptul că tavanul și o parte din pereți sunt constituiți din brecii   de elemente calcaroase prinse într-o matrice de argila roșie.
Sectorul aval începe cu Sala Confluențelor, care se lărgește treptat în Sala Mare, impresionantă prin dimensiuni, orizontalitate și netezimea pereților, ce sunt fețe de falii. Această sală este strabătută de un pârâu ce se pierde într-un ponor care poate forma un lac. Spre sud, sala se ingustează treptat transformându-se într-o galerie de 5—6 m lațime, plină de bolovani. Podeaua dispare brusc într-o prăpastie adânca de 30 m fracționata la jumătate de un bolovan prins între pereți. Jos se ajunge într-o impresionantă sală, dominată de faleza înaltă, deasupra careia se întrezărește capatul Sălii Mari. 
Aici vine din dreapta (dintr-o galerie impenetrabilă) o apa care adună totalitatea pîraielor întalnite mai sus. Debitul, acum considerabil, a creat o tipică galerie activa, cu marmite, lingurițe și pereții lustruiti. După două cascade mai mici, apa se varsă la dreapta în Galeria Sifonului care, dupa prima treaptă de 13 m înaltime și apoi o a doua de 5 m, devine orizontală și se termină într-un lac de sifon la cota —168. 
Înainte de cascada de 13 m, care cade la dreapta, galeria principală prezintă o puternică denivelare pozitivă, Pragul Cehilor care a pus mari probleme primilor exploratori. Atingând vârful pragului constătam că suntem iarăși sub tavanul Sălii Mari, la acelaș nivel cu podeaua ei. Pe această distantă pârâul a găsit o altă cale de curgere, lasând galeria Cehilor suspendată, și formînd o traptă antitectică
După ce i s-au descoperit secretele, Pragul Cehilor se depășește relativ ușor. Galeria Cehilor care-i urmează, prezintă porțiuni înguste și săli mari, cum este Sala Pagodelor, bogat ornamentata cu draperii, sau Sala Prăbușirilor, care reprezintă cel mai mare gol al peșterii (80 m lungime, 30 lațime și 30 înalțime). Din podeaua ultimei săli se deschide un puț de 9 m care se coboară la liber. Urmează o galrie fosila plină de septe de podea. care se termină pe buza unui alt puțde 12 m. Dacă poate cățăra pe dreapta peste o șa și se ajunge la un perete în panta care conduce la Gleria Râului Regăsit. Din dreapta vine un râul ce poate fi urmărit amonte pâna la un sifon terminal. Aval de locul în care s-a reântalnit apa, galeria, îngustă și meandrată, deși activă, prezintă frumoase podoabe: stalactite, stalacmite, coloane, scurgeri albe de montmilch ce nu pot fi distruse de viituri, debitul râului fiind regularizat de sifonul din amonte. După încă o dispariție a apei, cu un ocol pe o galerie superioară și reapariția ei, galeria se termină într-un sifon cu nisip. Corelarea cu formațiunile de suprafată arată că acest punct se află doar la câțeva zeci de metri de iesirea apei la zi în Izbucul Poliței.
Avenul din Șesuri este una dintre cele mai interesante peșteri din Munții Apuseni prin variația aspectelor pe care le prezintă și prin geneza sa complexă. Ea prezintă toate tipurile de galerii (de presiune, diaclaze cu nivele și terase, cu oglinzi de fricțiune), iar denivelarile pun în mod clar în evidență etapele de formare.

## Conditii de vizitare
Aven foarte dificil, se recomandă echipelor cu multă experiență. Sunt necesare costume impermeabile, cizme, cască, mai multe surse de lumină, corzi, coborâtoare, blocatoare, pitoane. Nu uitați trusa de cartare. Avenul este parțial explorat și poate oferi surprize celor curajoși.

## Faună
Din punct de vedere biospeologic această peșteră este încă puțin cunoscută; s-a descris de aici doar diplopodul troglobiont Typhloiulus serbani. Ea a furnizat și câteva resturi scheletice de Rupicapra rupicapra, element complet disparut astăzi din fauna Munților Apuseni, precum și un craniu de Bison priscus, ambele la suprafața aluviunilor din porțiunea de coborâre în aven.